# Higany polikationok
A higany polikationjai pozitív töltésű összetett ionok, melyek kizárólag higanyatomokból épülnek fel. Legismertebb képviselőjük a higany(I)-vegyületekben előforduló Hg2+2 ion. Azt, hogy a Hg(I)-vegyületekben fém-fém kötés található, először 1927-ben igazolták röntgensugaras, és 1934-ben Raman spektroszkópiás eljárással. Ez volt az egyik legkorábbi leírt kovalens fém-fém kötés.
Egyéb higany polikationok például a lineáris Hg2+3 és a Hg2+4 ionok, a háromszöges Hg4+3, de számos hosszabb láncú és síkszerkezetű ion is ismert.

## Higany(I)
A higany legismertebb polikationja a Hg2+2, melyben a higany oxidációs száma +1. Vélhetőleg ez az ion volt az első, bizonyítottan fém-fém kötést tartalmazó részecske. A Hg2+2 jelenlétét az oldatokban elsőként Ogg mutatta ki 1898-ban. 1900-ban Baker HgCl dimerek nyomára bukkant gőzfázisban. A Hg2+2 egységeket szilárd halmazállapotú anyagokban először 1926-ban azonosították röntgendiffrakcióval. A fém-fém kötés jelenlétét oldatokban 1934-ben erősítették meg Raman spektroszkópiával.
A Hg2+2 vizes oldatban stabil, Hg2+ ionnal és elemi higannyal van egyensúlyban, a Hg2+ részaránya körülbelül 0,6%. Az egyensúly könnyen eltolható, ha olyan anion kerül az oldatba, mely oldhatatlan Hg(II)-vegyületet képez – ennek hatására a Hg(I) teljesen diszproporcionálódik. Ilyen például a szulfidion (S2−). A célra megfelel olyan anion is, mely oldhatatlan Hg(I)-sót hoz létre, mint például a kloridion (Cl−). Ennek hatására a Hg és a Hg2+ is teljes egészében az adott Hg(I)-sóvá alakul.
Hg2+2 kationt tartalmazó ásvány az eglestonit.

## Lineáris tri- és tetrahigany kationok
A lineáris Hg2+3 (benne a higany formális oxidációs száma 2/3) és Hg2+4 (formális oxidációs szám 1/2) kation vegyületeit szintetizálták. Ezek az ionok csak szilárd fázisban ismertek, például a Hg3(AlCl4)2 és a Hg4(AsF6)2 vegyületekben. A Hg−Hg kötéshossz a Hg2+3-ban 255 pm, a Hg2+4-ban 255–262 pm. A kötés a 6s  pályák átfedésével kialakulú 2 centrumos 2 elektronos kötés.

## Gyűrűs higany kationok
A háromszöges Hg4+3 kationt a terlinguait ásvány 1989-es újbóli vizsgálata során erősítették meg, és azóta több vegyületét is előállították. A háromcentrumos kételektronos kötés a higanyatomok 6s pályáinak átfedésével kialakuló (D3h szimmetriájú) „a1” kötőpályával írható le.

## Lánc- és síkszerkezetű polikationok
Az aranysárga színű Hg2,86(AsF6), a felfedezői által „alkimisták aranyának” nevezett vegyületben egymásra merőleges higanyláncok találhatók.
A „fémes” Hg3NbF6 és Hg3TaF6 szerkezetében a higanyatomok síkhatszöges rétegeit MF−6 anionokból álló rétegek választják el egymástól. 7 K alatt mindkét vegyület szupravezetővé válik.

## Fordítás
Ez a szócikk részben vagy egészben  a   Mercury polycations című angol Wikipédia-szócikk ezen változatának fordításán alapul.  Az eredeti cikk szerkesztőit annak laptörténete sorolja fel. Ez a jelzés csupán a megfogalmazás eredetét és a szerzői jogokat jelzi, nem szolgál a cikkben szereplő információk forrásmegjelöléseként.